# Transaction Processing Performance Council
Das Transaction Processing Performance Council, kurz TPC, ist ein 1988 gegründetes Non-Profit-Konsortium aus verschiedenen in der IT-Branche tätigen Unternehmen, das mithilfe standardisierter Benchmarks Angaben über die Leistungsfähigkeit von Transaktionssystemen und Datenbankmanagementsystemen machen möchte. Sitz des Konsortiums ist San Francisco.

## Ziele
Ziel des TPC ist die Leistungsbewertung von Transaktionssystemen, die geschäftliche Transaktionen wie das Überweisen eines Geldbetrags oder den Bestellvorgang von Waren/Dienstleistungen abwickeln und im Allgemeinen den Zugriff auf eine Datenbank einschließen. Verschiedene Anwendungen weisen dabei verschiedene Nutzungsmuster auf. Zur Evaluation der wichtigsten Leistungsmerkmale solcher Systeme wurden Benchmarks entwickelt, welche für diese Systeme eine realistische Last nachbilden und so einen Vergleich der einzelnen Produkte zulassen sollen. Problematisch bei früheren, nicht standardisierten Benchmarks war, dass sie häufig unvollständig spezifiziert waren, dass deshalb solche Systeme nur schwer zu vergleichen und Aussagen der Hersteller die Leistungsfähigkeit ihrer Systeme betreffend nur schwer nachvollziehbar waren. Das TPC wurde deshalb zum Zwecke der Definition objektiver, standardisierter Benchmarks ins Leben gerufen, um einen möglichst guten Vergleich von Transaktionssystemen und Datenbankmanagementsystemen (DBMS) verschiedener Hersteller zu ermöglichen.

## TPC-Benchmarks

### Aktuelle Benchmarks
- TPC-App: Ist ein Benchmark zur Leistungsbewertung eines Applikationsservers und für Web Services; der Benchmark testet erhältliche Applikationsserver-Produkte und deren Kommunikation mit Datenbanksystemen als Ganzes durch das Nachbilden von Lasten, wie sie bei typischen B2B-Geschäftsvorgängen entstehen.
- TPC-C: Ist ein Benchmark, der zum Testen erhältlicher DBMS aus dem OLTP-Bereich die Auftragsbearbeitung in einem Handelsunternehmen modelliert und eine realistische Transaktionslast aus verschiedenen Transaktionstypen generiert.
- TPC-E: Ist ein Benchmark, der wie der TPC-C-Benchmark ein DBMS aus dem OLTP-Bereich testet; er simuliert, wie Broker und Trader an der Börse handeln. Im Vergleich zum TPC-C-Benchmark wird hier mehr die Interdependenz einzelner Transaktionen betrachtet, dass also Transaktionen bestimmte weitere Transaktionen zur Folge haben können.
- TPC-H: Ist ein Benchmark, der die Leistungsfähigkeit von Datenbankmanagementsystemen aus dem Decision-Support-Bereich testet. Das System wird mit Ad-hoc-Anfragen, also Anfragen, die kein Vorwissen nutzen, getestet; es handelt sich im Allgemeinen um Anfragen, die eine relativ lange Ausführungszeit zur Folge haben.

### Mittlerweile obsolet
- TPC-A
- TPC-B
- TPC-D
- TPC-R
- TPC-W